# Ciuta, Caraș-Severin
Ciuta este un sat în comuna Obreja din județul Caraș-Severin, Banat, România.